# Nick Price
Pour les articles homonymes, voir Price.
Nick Price, né le 28 janvier 1957 à Durban, est un golfeur du Zimbabwe.

## Palmarès

### Majeurs
- USPGA 1992
- USPGA 1994
- British Open de golf 1994

### PGA Tour
- 1983 World Series of Golf
- 1991 GTE Byron Nelson Golf Classic, Canadian Open
- 1992 H.E.B. Texas Open
- 1993 The Players Championship, Canon Greater Hartford Open, Spring Western Open, Federal Express St Jude Classic
- 1994 Honda Classic, Southwestern Bell Colonial, Motorola Western Open, Canadian Open
- 1998 Federal Express St. Jude Classic
- 1997 MCI Classic
- 2002 MasterCard Colonial

### Circuit Européen
- 1980 Open de Suisse
- 1985 Trophée Lancôme
- 1997 Dimension Data Pro-Am

### Autres victoires
- 1979 Asseng Invitational (SA)
- 1981 South African Masters
- 1982 Vaals Reef Open (SA)
- 1985 ICL International (SA)
- 1989 West End South Australian Open
- 1992 AIr New Zealand/Shell Open
- 1993 ICL International (SA), Million Dollar Challenge (Sun City)
- 1994 ICL International (SA) 1995 Alfred Dunhill Challenge (SA), Hassan II Golf Trophy (Mor), Zimbabwe Open
- 1997 Million Dollar Challenge (Sun City), Zimbabwe Open
- 1998 Federal Express St. Jude Classic, Nedbank Million Dollar Challenge (Sun City), Zimbabwe Open